# 布雷拉縣

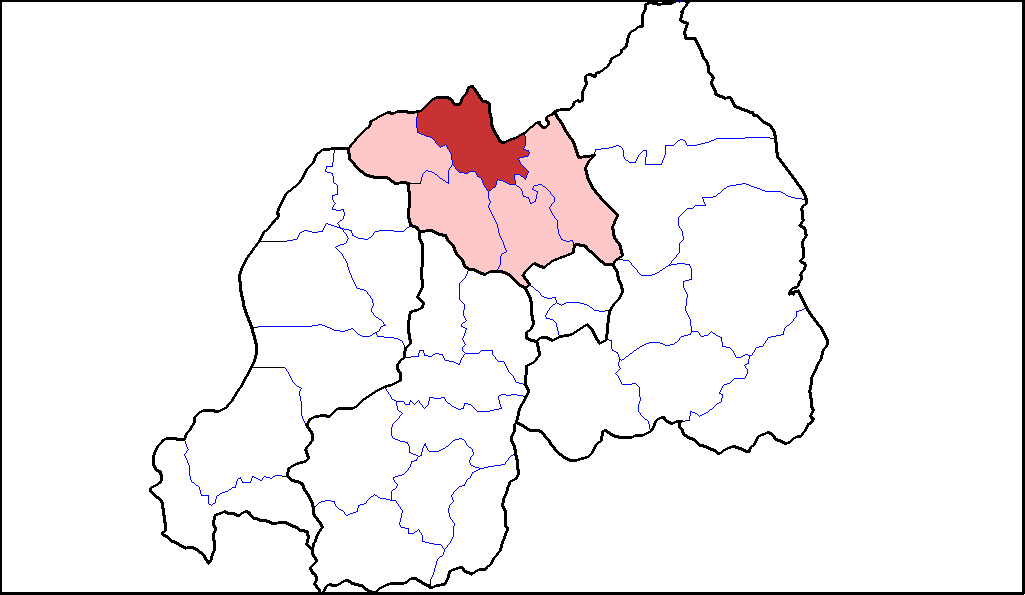

1°29′26″S 29°48′37″E / 1.4905°S 29.8104°E
布雷拉縣，是盧旺達的縣份，位於該國北部，由北部省負責管轄，首府設於斯耶魯，面積645平方公里，2012年人口336,582，人口密度每平方公里520人。